# Vælsk
Vælsk er en ældre betegnelse for visse sprog eller brugere af disse sprog.
Betegnelsen har hovedsagelig været brugt om romanske sprog (især italiensk og fransk), men stammer oprindeligt fra de gamle germaneres ord for de fremmede, dvs. keltiske sprog (gallisk, walisisk, kymrisk).
Samme etymologiske stamme for fremmed findes i valnød, valloner.
Det forekommer også i sammensætninger som rotvælsk, pluddervælsk, kaudervælsk, vælskbind.